# Kerry Modra
Pour les articles homonymes, voir Modra (homonymie).
Kerry Joan Modra, née Golding le 27 novembre 1973 à Nowra, est une coureuse cycliste australienne de tandem.
Elle a été présentée à Kieran Modra, un cycliste malvoyant, lors du 21e anniversaire d'un ami, qui la convainc de se lancer dans le cyclisme alors qu'elle avait seulement joué au netball auparavant. Elle devient pilote de Kieran Modra et six mois plus tard, elle remporte une médaille d'or avec lui aux Jeux d'Atlanta de 1996 en sprint open en tandem sur 200 m  pour lequel elle reçoit la médaille de l'ordre de l’Australie.  
Elle épouse Kieran Modra en mai 1997, avec lequel elle a trois filles. En tant que pilote de Kieran aux Mondiaux de paracyclisme 1998 à Colorado Springs, elle remporte des médailles d'or en sprint en tandem mixte catégorie B, en contre-la-montre en tandem catégorie B et en poursuite individuelle mixte catégorie B. Aux Jeux de Sydney en 2000, elle ne remporte aucune médaille. Durant ces Jeux, elle est enceinte du premier enfant du couple et s'évanouit en raison d'une pression artérielle basse lors d'une course de sprint en quart de finale ; elle est remplacée par sa sœur Tania pour le reste des Jeux. En 2000, elle reçoit la médaille du sport australien.